# Rivula apsidiphora
Rivula apsidiphora là một loài bướm đêm trong họ Erebidae.